# Bluetooth à basse consommation
Pour un article plus général, voir Bluetooth.
Pour les articles homonymes, voir BLE.

Logo du Bluetooth à basse consommation

Bluetooth à basse consommation ou Bluetooth à basse énergie (en anglais : Bluetooth Low Energy — BLE ou BTLE), anciennement connu sous le nom de Wibree, puis devenu la marque déposée Bluetooth Smart. C'est une technique de transmission sans fil créée par Nokia en 2006 sous la forme d’un standard ouvert basé sur le Bluetooth, qu'il complète mais sans le remplacer. Il est intégré aux normes Bluetooth depuis la version v4.0 publiée en juin 2010 par le Bluetooth SIG.

## Description
Comparé au Bluetooth, le BLE permet un débit du même ordre de grandeur (1 Mbit/s) pour une consommation d'énergie 10 fois moindre. Cela permet d’intégrer cette technologie dans de nouveaux types d’équipements tels que montres, appareils de surveillance médicale ou capteurs pour sportifs. La technologie permet aux appareils de se connecter dans un rayon d'environ 10 mètres.
Les modes BLE (bande passante plus limitée et très faible consommation) et Bluetooth standard (niveau d’émission plus élevé et portée plus grande) sont donc des technologies complémentaires.

## Applications
Cette technologie est utilisée en particulier par les applications Covid-19 qui font de la recherche des contacts.
Elle peut aussi être employée pour assurer un réseau de capteurs sans fil.

## Polémique
En 2021, Reuters a démenti que cette technologie était employée comme marqueur des vaccinés contre la Covid via une adresse MAC visible avec l'application de détection des périphériques Bluetooth.